# Epicauta alphonsii
Epicauta alphonsii is een keversoort uit de familie van oliekevers (Meloidae). De wetenschappelijke naam van de soort is voor het eerst geldig gepubliceerd in 1874 door Horn.